# Henri François Charles Cor
Henri François Charles Cor, né à Lorient le 29 mai 1864 et mort à Asnières-sur-Seine le 29 février 1932, est un administrateur colonial français.

## Biographie
Il fut gouverneur par intérim des Établissements Français de l’Océanie de 1904 à 1905, de La Réunion en 1908, de la Guadeloupe de 1909 à 1910, gouverneur général de Madagascar du 16 janvier 1910 au 31 octobre 1910, puis du Sénégal de 1911 à 1914, en remplacement d'Edmond Gaudart. Il sera remplacé à Dakar par Raphaël Antonetti.

## Distinctions
- Officier de la Légion d'honneur (décret du 11 janvier 1919 [1] )
  -  Chevalier de la Légion d'honneur (22 juillet 1906)